# Olha Stefanisjyna
Olha Vitalijivna Stefanisjyna (ukrainska: Ольга Віталіївна Стефанішина), född 29 oktober 1985 i Odessa i Ukrainska SSR i Sovjetunionen (nu Ukraina), är en ukrainsk jurist och politiker.
Stefanisjyna studerade Kievs universitet, där hon tog examen vid fakulteten för internationella relationer och juridik.
Hon arbetade från 2017 vid det ukrainska kabinettssekretariatet.
I juni 2020 blev Stefanisjyna Ukrainas vice premiärminister för europeisk och euro-atlantisk integration. Hon är medlem i partiet Folkets Tjänare.